# Lunca Bradului
Lunca Bradului (Palotailva en hongrois) est une commune roumaine du județ de Mureș, dans la région historique de Transylvanie et dans la région de développement du Centre.

## Géographie
La commune de Lunca Bradului est située dans l'extrême nord-est du județ, à la limite avec le județ de Harghita et le județ de Bistrița-Năsăud, dans la haute vallée du Mureș, au cœur du défilé de Deda-Toplița entre les Monts Calimani au nord et les Monts Gurghiu au sud. Le point culminant des Monts Calimani, le Mont Pietrosu (2 102 m d'altitude) est situé sur le territoire communal. Lunca Bradului se trouve à 44 km au nord-est de Reghin et à 78 km au nord-est de Târgu Mureș, le chef-lieu du județ.
La municipalité est composée des trois villages suivants (population en 2002) :
- Lunca Bradului (1 530), siège de la municipalité ;
- Neagra (495) ;
- Sălard (125).

## Histoire
La commune de Lunca Bradului a appartenu au royaume de Hongrie, puis à l'empire d'Autriche et à l'Empire austro-hongrois.
En 1876, lors de la réorganisation administrative de la Transylvanie, elle a été rattachée au comitat de Udvarhely dont le chef-lieu était la ville de Székelyudvarhely.
La commune de Lunca Bradului a rejoint la Roumanie en 1920, au traité de Trianon, lors de la désagrégation de l'Autriche-Hongrie. Après le deuxième arbitrage de Vienne, elle a été occupée par la Hongrie de 1940 à 1944, période durant laquelle sa communauté juive fut exterminée par les nazis. Elle est redevenue roumaine en 1945.

## Politique
| Parti | Parti                                                 | Sièges |
| ----- | ----------------------------------------------------- | ------ |
|       | Parti national libéral (PNL)                          | 5      |
|       | Union démocrate magyare de Roumanie (UDMR)            | 2      |
|       | Parti social-démocrate (PSD)                          | 2      |
|       | Union nationale pour le progrès de la Roumanie (UNPR) | 1      |
|       | Indépendant                                           | 1      |

## Religions
En 2002, la composition religieuse de la commune était la suivante :
- Chrétiens orthodoxes, 83,48 % ;
- Catholiques romains, 9,25 % ;
- Réformés, 4,74 %.

## Démographie
En 1910, la commune comptait 735 Roumains (47,36 %), 650 Hongrois (41,88 %) et 119 Allemands (7,67 %).
En 1930, on recensait 896 Roumains (53,81 %), 489 Hongrois (29,37 %), 61 Allemands (3,66 %), 175 Juifs (10,51 %) et 19 Tsiganes (1,14 %).
En 2002, 1 723 Roumains (80,13 %) côtoient 322 Hongrois (14,97 %) et 105 Tsiganes (4,88 %). On comptait à cette date 842 ménages et 1 071 logements.
| 1850 | 1880 | 1900 | 1910  | 1930  | 1956  | 1977  | 1992  | 2002  |
| ---- | ---- | ---- | ----- | ----- | ----- | ----- | ----- | ----- |
| 246  | 657  | 946  | 1 552 | 1 665 | 1 917 | 2 650 | 2 431 | 2 150 |

| 2007  | - | - | - | - | - | - | - | - |
| ----- | - | - | - | - | - | - | - | - |
| 2 141 | - | - | - | - | - | - | - | - |

## Économie
L'économie de la commune repose sur l'exploitation des forêts, la transformation du bois et le tourisme.

## Communications

### Routes
Lunca Bradului se trouve sur la route nationale DN15 qui relie Târgu Mureș et Piatra Neamț.

### Voies ferrées
Lunca Bradului est desservie par la ligne de chemin de fer Toplița-Deda.

## Lieux et monuments
- Réserve naturelle Defileul Mureșului (7 733 ha).